# Laevicephalus minimus
Laevicephalus minimus är en insektsart som beskrevs av Henry Fairfield Osborn och Ball 1897. Laevicephalus minimus ingår i släktet Laevicephalus och familjen dvärgstritar. Inga underarter finns listade i Catalogue of Life.